# La catedral del mar (sèrie de televisió)
La catedral del mar és una sèrie de televisió, basada en la novel·la L'església del mar d'Ildefonso Falcones, produïda per Atresmedia, Televisió de Catalunya i Netflix amb la col·laboració de Diagonal TV. La trama gira al voltant d'Arnau Estanyol, un pagès que fugint dels abusos dels senyors feudals es refugia a Barcelona. En una època d'esplendor per a la Corona d'Aragó, Estanyol aconseguirà prosperar i viurà de molt a prop la construcció del monumental temple marià de Santa Maria del Mar.
La sèrie, rodada entre el 26 d'agost i el 23 de desembre del 2016, consta de 8 episodis d'uns 50 minuts de durada. Rodolf Sirera, Antonio Onetti i Sergio Barrejón es van encarregar del guió de la sèrie, dirigida per Jordi Frades, que compta amb més de cent cinquanta actors i quatre mil figurants.
La catedral del mar es va emetre inicialment a l'estat espanyol per Antena 3, que tenia prioritat en els drets d'emissió, del 23 de maig al 18 de juliol del 2018. L'estrena la van seguir 3,8 milions d'espectadors, aconseguint un 22,8% del share, que durant la resta de la temporada s'estabilitzaria en una mitjana de share del 17,3%. Posteriorment, el 27 d'agost del 2018, s'emetria per TV3 a on aconseguiria uns excel·lents resultats d'audiència amb 635.000 teleespectadors i una quota de pantalla del 28,3%. Netflix en va adquirir els drets d'emissió per Internet a nivell internacional a partir del setembre del 2018.

## Argument
Bernat Estanyol, un pagès serf de Navarcles, cansat dels abusos del seu senyor feudal fuig del camp i es refugia a Barcelona amb el seu fill acabat de néixer, Arnau Estanyol. La Barcelona del segle xiv ha esdevingut una de les urbs més importants del Mediterrani, creixent fins al barri de la Ribera, on els pescadors han començat a construir l'església de Santa Maria del Mar.
La vida d'Arnau transcorrerà en paral·lel amb la construcció del nou temple en honor de la Mare de Déu del Mar. Com a ciutadà lliure, Arnau treballarà de palafrener, bastaix i soldat. El seu ascens social com a canvista l'enemistarà amb els nobles, que ordiran un complot per enfonsar-lo, en una Barcelona medieval marcada per la intolerància religiosa i la segregació.

## Episodis i producció
La sèrie està dividida en 8 episodis d'uns cinquanta minuts de durada i ha comptat amb més de 150 actors i gairebé 4.000 figurants. El rodatge es va allergar durant 16 setmanes a localitzacions de l'Aragó, Castella la Manxa, Castella i Lleó, Extremadura i Madrid. A Catalunya es van gravar escenes a Barcelona, Tarragona i Cardona.
Tot i que part del rodatge va ser a Santa Maria del Mar, que es va buidar expressament per a l'ocasió, el 80% de les escenes són a espais exteriors.

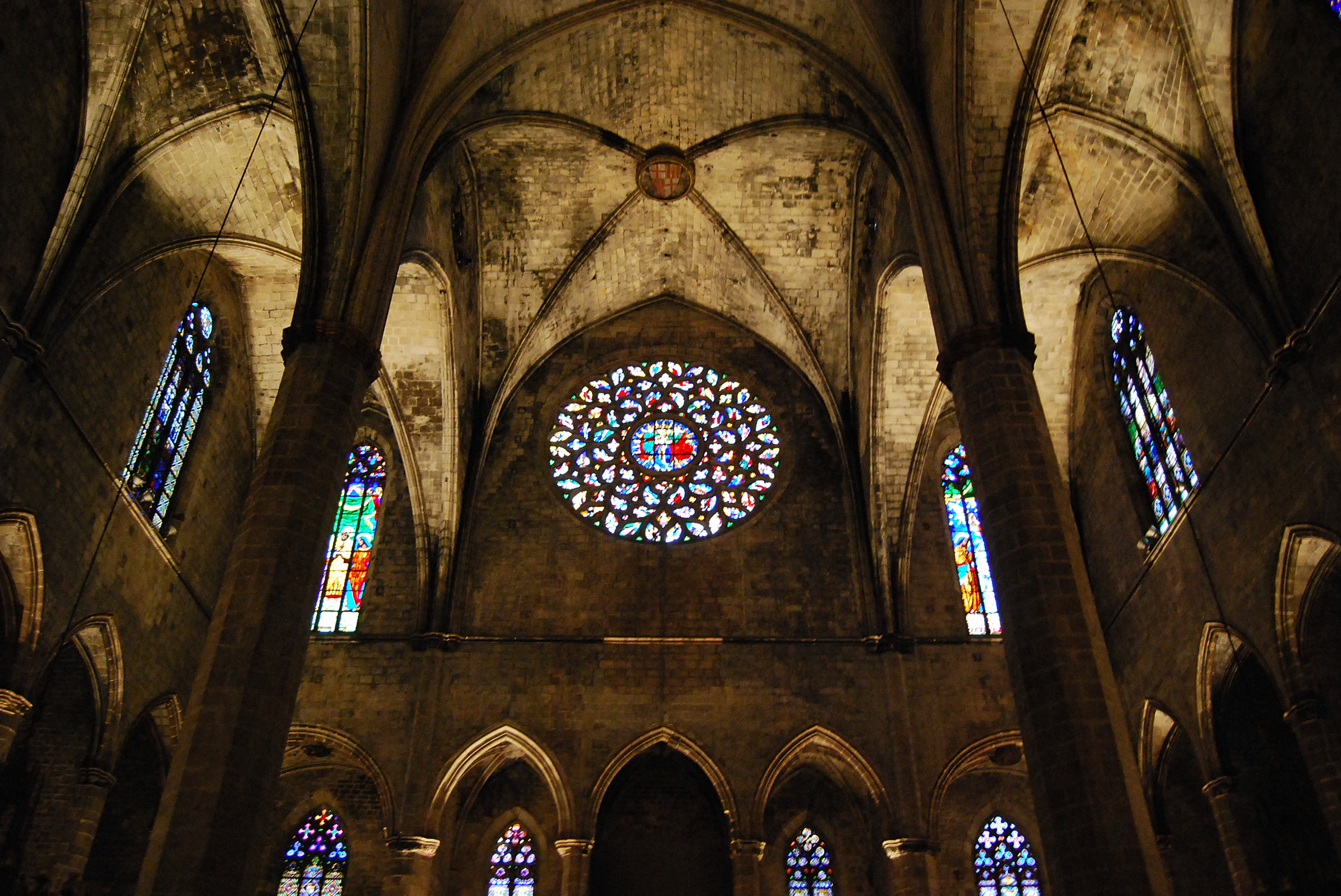
Tot i que es van rodar escenes dins de Santa Maria del Mar, que es va buidar expressament, es va haver de construir una rèplica de la basílica a Càceres perquè els actors poguessin practicar.

Els episodis es van emetre per Antena 3 i TV3 amb bones xifres d'audiència:
| Nº episodi | Títol           | Data emissió Antena 3 | Audiència         | Data emissió TV3        | Audiència TV3   |
| ---------- | --------------- | --------------------- | ----------------- | ----------------------- | --------------- |
| 1          | Fugitius        | 23 de maig del 2018   | 3.859.000 (22,8%) | 27 d'agost del 2018     | 635.000 (28,3%) |
| 2          | Germans         | 30 de maig del 2018   | 3.192.000 (19,0%) | 3 de setembre del 2018  | 532.000 (21,5%) |
| 3          | Desig           | 6 de juny del 2018    | 3.112.000 (18,4%) | 10 de setembre del 2018 | 436.000 (20,1%) |
| 4          | Penediu-vos     | 20 de juny del 2018   | 2.576.000 (16,8%) | 17 de setembre del 2018 | 480.000 (17,6%) |
| 5          | No som com ells | 27 de juny del 2018   | 2.290.000 (15,4%) | 24 de setembre del 2018 | 390.000 (16,9%) |
| 6          | Secrets         | 4 de juliol del 2018  | 2.239.000 (15,4%) | 2 d'octubre del 2018    | 473.000 (17,2%) |
| 7          | Venjança        | 11 de juliol del 2018 | 1.961.000 (13,8%) | 8 d'octubre del 2018    | 419.000 (15,3%) |
| 8          | Condemnat       | 18 de juliol del 2018 | 2.096.000 (16,4%) | 9 d'octubre del 2018    | 494.000 (18,4%) |

Després de l'emissió de l'últim episodi a TV3, el 9 d'octubre del 2018, es va fer un programa en directe: Les claus de la Catedral del Mar. L'especial, emès des de la basílica de Santa Maria del Mar, fou dirigit per Laura Rosel i l'actor Jordi Díaz. Durant els 55 minuts de programa es van entrevistar actors protagonistes, equip tècnic, historiadors i gent relacionada amb el temple marià. Aquest especial va ser seguit per 267.000 espectadors, un 16,9% de la quota de pantalla.